# 색전하
색전하(色電荷, color charge)는 양자 색역학 이론(QCD)에서 입장의 강한 상호작용과 관련하여 쿼크와 글루온이 갖는 속성이다. 

## 빨강, 녹색, 파랑
양자 색동역학에서 쿼크의 색은 3개의 값 또는 전하 중 하나를 취할 수 있다: 빨강, 녹색, 파랑.  반쿼크(antiquark)는 3개의 반색 중 하나를 취할 수 있다: 이른바 안티레드(antired), 안티그린(antigreen), 안티블루(antiblue)→(각각 사이안(시안)/cyan, 마젠타/magenta, 노랑/yellow으로 표현됨). 글루온은 빨강, 안티그린(antigreen) 등 2개 색의 혼합으로, 자신들의 색전하를 구성한다. QCD는 잠재적인 9개 색의 반색 결합 중 8개의 글루온을 고유한 것으로 간주한다. 관련 설명은 글루온 문서를 참고할 것.
다음은 색전하 입자의 결합 상수를 나타낸 것이다:

쿼크색(빨강, 녹색, 파랑)이 무색으로 병합된다
쿼크 반색(안티컬러, 즉 안티레드, 안티그린, 안티블루) 또한 무색으로 병합된다

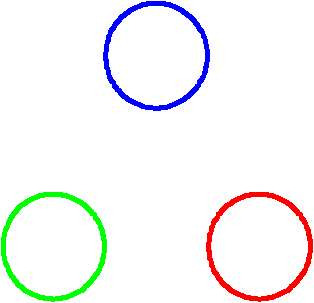
색전하 이전 3개의 쿼크(빨강, 녹색, 파랑)의 하드론
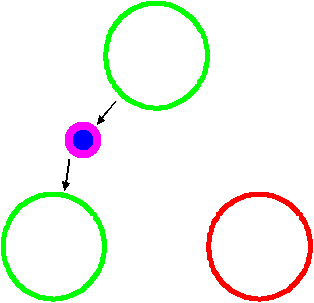
파랑 쿼크는 블루-안티그린 글루온을 발산한다
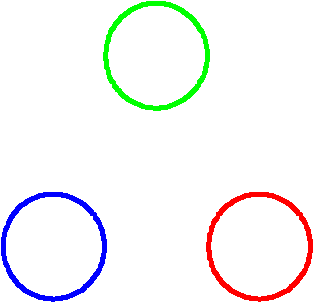
녹색 쿼크는 블루-안티그린 글루온을 흡수하여 지금 파란색이다. 색은 여전히 보존되어 있다.
중성자 안의 상호작용 애니메이션. 글루온은 원으로 표시되며, 색전하는 가운데에, 반색(안티컬러)은 바깥쪽에 위치해 있다.

### 색전하의 필드 라인
전기장과 전기의 전하와 비슷하게 색전하 간에 작용하는 큰 힘은 필드 라인으로 묘사할 수 있다. 그러나 색 필드 라인은 한 전하에서 다른 전하로 그렇게 많이 바깥으로 호를 그리지 않는데, 그 이유는 이것들이 함께 글루온에 의해 단단히 밀어내기 때문이다. (1 fm 이내) 이 효과는 쿼크를 강입자 안에 가둔다.

Fields due to color charges, as in 쿼크s (G is the :en:gluon field strength tensor). These are "colorless" combinations. Top: Color charge has "ternary neutral states" as well as binary neutrality (analogous to 전하). Bottom: Quark/antiquark combinations.

## 같이 보기
- 색가둠
- 전하